# Nassau (Minnesota)
Nassau é uma localidade no estado americano de Minnesota, no Condado de Lac qui Parle.

## Demografia
Segundo o censo americano de 2000, a sua população era de 83 habitantes.
Em 2006, foi estimada uma população de 78, um decréscimo de 5 (-6.0%).

## Geografia
De acordo com o United States Census Bureau tem uma área de 0,4 km², dos quais 0,4 km² cobertos por terra e 0,0 km² cobertos por água.

## Localidades na vizinhança
O diagrama seguinte representa as localidades num raio de 20 km ao redor de Nassau.